# Elsa Andersson (Wasserspringerin)
Elsa Helena Andersson (* 19. August 1894 in Stockholm; † 26. Januar 1994 in San Francisco) 
war eine schwedische Wasserspringerin.
Im Alter von 17 Jahren nahm Andersson in ihrer Geburtsstadt an den Olympischen Spielen teil und erreichte den 6. Platz im erstmals ausgetragenen Damen-Wettbewerb des Turmspringens vom 10-Meter-Brett. Später nahm sie durch Heirat den Namen Cordes an und lebte in den Vereinigten Staaten.